# جمعية متحف الحاسوب الأسترالية

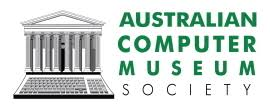
شعار جمعية متحف الحاسوب الأسترالية

جمعية متحف الحاسوب الأسترالية (بالإنجليزية: Australian Computer Museum Society) هي مجتمع مُكرَّس للحفاظ على تاريخ الحوسبة في المدينة الأسترالية سدني، بما في ذلك البرمجيات والأجهزة وأنظمة التشغيل. وهي مؤسسة خيرية تعتمد على العضويات والتبرعات. أُنشئَت في عام 1994،  وقد جمع أعضائها منذ ذلك الحين عددًا كبيرًا من الأجهزة الفريدة التي صممها وبناها الأستراليين.